# Pioussay
Pioussay est une ancienne commune du Centre-Ouest de la France située dans le département des Deux-Sèvres, en région Nouvelle-Aquitaine.

## Géographie
À 15 minutes de Ruffec.

### Communes limitrophes
|      | Lorigné                             |                              |
| Hanc | Pioussay                            | La Forêt-de-Tessé (Charente) |
|      | Paizay-Naudouin-Embourie (Charente) | Theil-Rabier (Charente)      |

## Histoire
Le 1er janvier 2019, elle fusionne avec Ardilleux, Bouin et Hanc pour constituer la commune nouvelle de Valdelaume dont la création est actée par un arrêté préfectoral du 26 juin 2018.

## Politique et administration
| Période   | Période       | Identité             | Étiquette | Qualité |
| --------- | ------------- | -------------------- | --------- | ------- |
| mars 2001 | réélu en 2008 | Jean-François Sillon |           |         |

## Démographie
À partir du XXIe siècle, les recensements réels des communes de moins de 10 000 habitants ont lieu tous les cinq ans. Pour Pioussay, cela correspond à 2008, 2013, 2018, etc. Les autres dates de « recensements » (2006, 2009, etc.) sont des estimations légales.

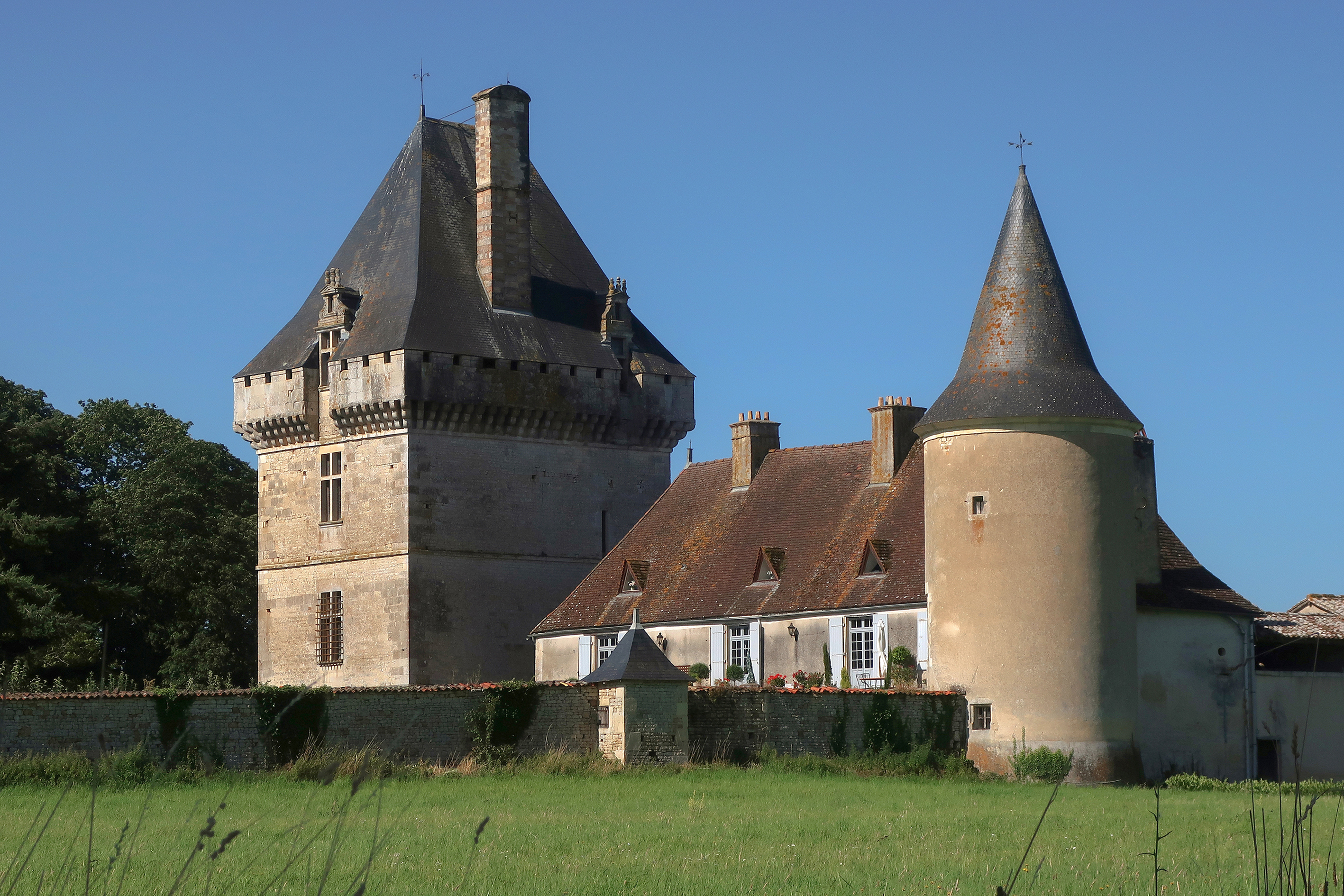
Le château de Jouhé à Pioussay

| 1793 | 1800 | 1806 | 1821 | 1831  | 1836  | 1841  | 1846  | 1851  |
| ---- | ---- | ---- | ---- | ----- | ----- | ----- | ----- | ----- |
| 879  | 860  | 902  | 932  | 1 036 | 1 101 | 1 125 | 1 060 | 1 060 |

| 1856  | 1861  | 1866  | 1872 | 1876 | 1881 | 1886 | 1891 | 1896 |
| ----- | ----- | ----- | ---- | ---- | ---- | ---- | ---- | ---- |
| 1 094 | 1 042 | 1 029 | 986  | 958  | 913  | 871  | 813  | 763  |

| 1901 | 1906 | 1911 | 1921 | 1926 | 1931 | 1936 | 1946 | 1954 |
| ---- | ---- | ---- | ---- | ---- | ---- | ---- | ---- | ---- |
| 767  | 742  | 737  | 635  | 614  | 643  | 608  | 571  | 610  |

| 1962 | 1968 | 1975 | 1982 | 1990 | 1999 | 2006 | 2008 | 2013 |
| ---- | ---- | ---- | ---- | ---- | ---- | ---- | ---- | ---- |
| 583  | 522  | 437  | 379  | 332  | 302  | 314  | 318  | 311  |

| 2016 | - | - | - | - | - | - | - | - |
| ---- | - | - | - | - | - | - | - | - |
| 297  | - | - | - | - | - | - | - | - |

## Lieux et monuments
- Château au lieu-dit Jouhé. Le château de Jouhé date des XVe et XVIIe siècles (classé monument historique). Construit en deux parties, relié par un pont-levis datant du XXe siècle. Le donjon est composé de quatre étages.
- Souterrain au lieu-dit La Motte. C'est en 1967 que fut découvert à cet endroit un souterrain lors du labour d'un champ. Composé de trois galeries il n'a pas été étudié avec minutie[6].
- Église Saint-Martin de Pioussay. L'édifice a été inscrit au titre des monuments historiques en 1991[7].